# 保呂羽山
保呂羽山（ほろわさん）は、秋田県横手市大森町八沢木にある標高438m、鳥海山系の山。

## 概要
山腹には波宇志別神社（はうしわけじんじゃ）があり、同神社の神楽殿は1980年（昭和55年）1月26日に国の重要文化財に指定された。なお、同神社において現在は神楽殿での神楽奉納はされていないが、秋田県横手市大森町木ノ根坂にある大友家が里宮を所有し、そこで11月に霜月神楽が奉納され、1977年（昭和52年）5月17日に「保呂羽山の霜月神楽」として国の重要無形民俗文化財に指定された。
開山は天平宝字元年（757年）8月とされ、波宇志別神社は『延喜式神名帳』にも記載されている。また、湯沢市の御嶽山、大仙市の神宮寺岳に祀られている神様は姉妹と伝えられている。
かつては女人禁制であり、子守りをしていた娘が誤って入山し、祀られている神の怒りを買い岩にされたという伝説がある。
各地にある保呂羽山の源流はこことされている。
保呂羽の保呂は、代表的なアイヌ語の「ポロ（大きい）」がなまって「ホロ」となり、「ワ」は、元は「イワ（神聖な山）」であったて、「ポロ・イワ（大きな神聖な山）」が、「ホロワ」となったと思われる。八沢木の保呂羽山は、当地に行けば分かるが、この地域では目立った大きな山である。札幌の「藻岩山」のモイワは小さな山の意味である。アイヌ語地名研究の山田秀三氏の本 を参照するとこれは間違いない様に思われる。
開山の天平宝字元年（757年）と言えば、坂上田村麻呂の征夷延暦20年、（西暦801年）が行われる前である。この地は蝦夷の土地、即ちアイヌの地であり、勿論、漢字など無かった。延喜式神名帳（えんぎしき じんみょうちょう）は、延長5年（927年）にまとめられたもので、開山から約180年後である。坂上田村麻呂の征夷後に和人同化策が実施されて、波宇志別神社も保呂羽山も後にアイヌの地名に漢字を当てたのだ。これは北海道の地名などに誰でも知っていることである。アイヌの時代から神聖な山として信仰を集めた山なのである。

## 送信施設
山腹には国土交通省東北地方整備局秋田河川国道事務所が所有する無線中継所があり、秋田河川国道事務所、湯沢河川国道事務所、仁賀保無線中継所の3箇所のマイクロ波およびK-lambda（国土交通省デジタル陸上移動通信システム）の中継を行っている。また、当山にはコミュニティ放送の横手コミュニティFM放送（横手かまくらFM）の中継局が置かれている。
| 放送局名                                  | 周波数  | 空中線電力 | ERP | 放送対象地域 | 放送区域内世帯数 | 開局日       |
| ----------------------------------------- | ------- | ---------- | --- | ------------ | ---------------- | ------------ |
| 横手コミュニティFM放送 「横手かまくらFM」 | 77.4MHz | 20W        | 26W | 横手市       | 約-世帯          | 2011年4月1日 |

## アクセス
自動車
- 秋田自動車道 大曲ICから国道105号・秋田県道30号神岡南外東由利線経由、約20km。約25分。
- 秋田自動車道 横手北SICから秋田県道29号横手大森大内線経由、約45分。